# Gouverneur Dubbel
Gouverneur Dubbel is een Nederlands bier dat wordt gebrouwen bij Bierbrouwerij Lindeboom in Neer.
Het is een robijnrood bier met een alcoholpercentage van 6,5%. Gouverneur Dubbel werd in 2002 op de markt gebracht, toen onder de naam Gouverneur Brune. 